# Vadim Kouzmine (physicien)
Pour les articles homonymes, voir Vadim Kouzmine.
Vadim Alexeïevitch Kouzmine (russe : Вади́м Алексе́евич Кузьми́н, né le 16 avril 1937 – mort le 17 septembre 2015) est un physicien théoricien russe.

## Biographie
Kouzmine complète son premier cycle universitaire à l'université d'État de Moscou en 1961. Il obtient un Ph.D. à l'Institut de physique Lebedev en 1971. Membre de l'Institut de recherche nucléaire (en) de Moscou à partir de sa fondation en 1970, il y devient professeur et responsable du département d'astroparticules et de cosmologie.
Dans années 1980, il est pionnier dans la recherche théorique sur la baryogénèse électrofaible. En 1985, ses travaux avec Valéri Roubakov (en) et Mikhaïl Chapochkinov (en) permettent d'estimer le taux de processus anormaux électrofaibles qui violent la conservation du nombre baryonique du plasma astrophysique de l'univers primordial.
En 2000, il devient membre de l'Académie des sciences de Russie. En 2006, il reçoit le prix Pomerantchouk, en même temps que Howard Georgi.